# جان ای. آلکیست
جان ای. آلکیست (انگلیسی: Jon E. Ahlquist؛ زادهٔ ۱ ژانویهٔ ۱۹۴۴) پرنده‌شناس، زیست‌شناس مولکولی، و جانورشناس و استادیار جانورشناسی در دانشگاه اوهایو اهل ایالات متحده آمریکا است که در تبارزایی مولکولی تخصص دارد.

## حرفه
او همکاری گسترده‌ای با چارلز سیبلی، در درجه اول در دانشگاه ییل داشته‌است. در سال ۱۹۸۸، آلکیست و سیبلی توسط آکادمی ملی علوم مدال دانیل جیرود الیوت را دریافت کردند.